# مونکی بای
مونکی بای (به لاتین: Monkey Bay) یک شهر در مالاوی است که در منطقه جنوبی مالاوی واقع شده‌است.

## خصوصیات
مونکی بای ۱۴٬۵۹۱ نفر جمعیت دارد و ۴۹۶٫۸۳ متر بالاتر از سطح دریا واقع شده‌است.

## جمعیت
| سال             | جمعیت  |
| --------------- | ------ |
| ۱۹۸۷            | ۵٬۶۴۹  |
| ۱۹۹۸            | ۸٬۷۹۳  |
| ۲۰۰۸ (estimate) | ۱۴٬۵۹۱ |